# Пенн (тауншип, Миннесота)
Пенн (англ. Penn) — тауншип в округе Мак-Лауд, Миннесота, США. На 2000 год его население составило 309 человек.

## География
По данным Бюро переписи населения США площадь тауншипа составляет 93,4 км², из которых 91,1 км² занимает суша, а 2,4 км² — вода (2,55 %).

## Демография
По данным переписи населения 2000 года здесь находились 309 человек, 119 домохозяйств и 87 семей. Плотность населения — 3,4 чел./км². На территории тауншипа расположена 121 постройка со средней плотностью 1,3 построек на один квадратный километр. Расовый состав населения: 98,71 % белых, 0,32 % — других рас США и 0,97 % приходится на две или более других рас. Испанцы или латиноамериканцы любой расы составляли 1,29 % от популяции тауншипа.
Из 119 домохозяйств в 30,3 % воспитывались дети до 18 лет, в 57,1 % проживали супружеские пары, в 7,6 % проживали незамужние женщины и в 26,1 % домохозяйств проживали несемейные люди. 21,8 % домохозяйств состояли из одного человека, при том 10,1 % из — одиноких пожилых людей старше 65 лет. Средний размер домохозяйства — 2,60, а семьи — 2,98 человека.
25,9 % населения — младше 18 лет, 6,8 % — в возрасте от 18 до 24 лет, 26,2 % — от 25 до 44, 26,5 % — от 45 до 64, и 14,6 % — старше 65 лет. Средний возраст — 38 лет. На каждые 100 женщин приходилось 116,1 мужчин. На каждые 100 женщин старше 18 приходилось 120,2 мужчин.
Средний годовой доход домохозяйства составлял 41 528 долларов, а средний годовой доход семьи — 42 361 доллар. Средний доход мужчин — 29 167 долларов, в то время как у женщин — 21 875. Доход на душу населения составил 19 019 долларов. За чертой бедности находились 2,4 % семей и 4,5 % всего населения тауншипа, из которых 2,7 % младше 18 и 7,1 % старше 65 лет.